# Erica scabriuscula
Erica scabriuscula är en ljungväxtart som beskrevs av Conrad Loddiges. Erica scabriuscula ingår i släktet klockljungssläktet, och familjen ljungväxter. Inga underarter finns listade i Catalogue of Life.

## Bildgalleri

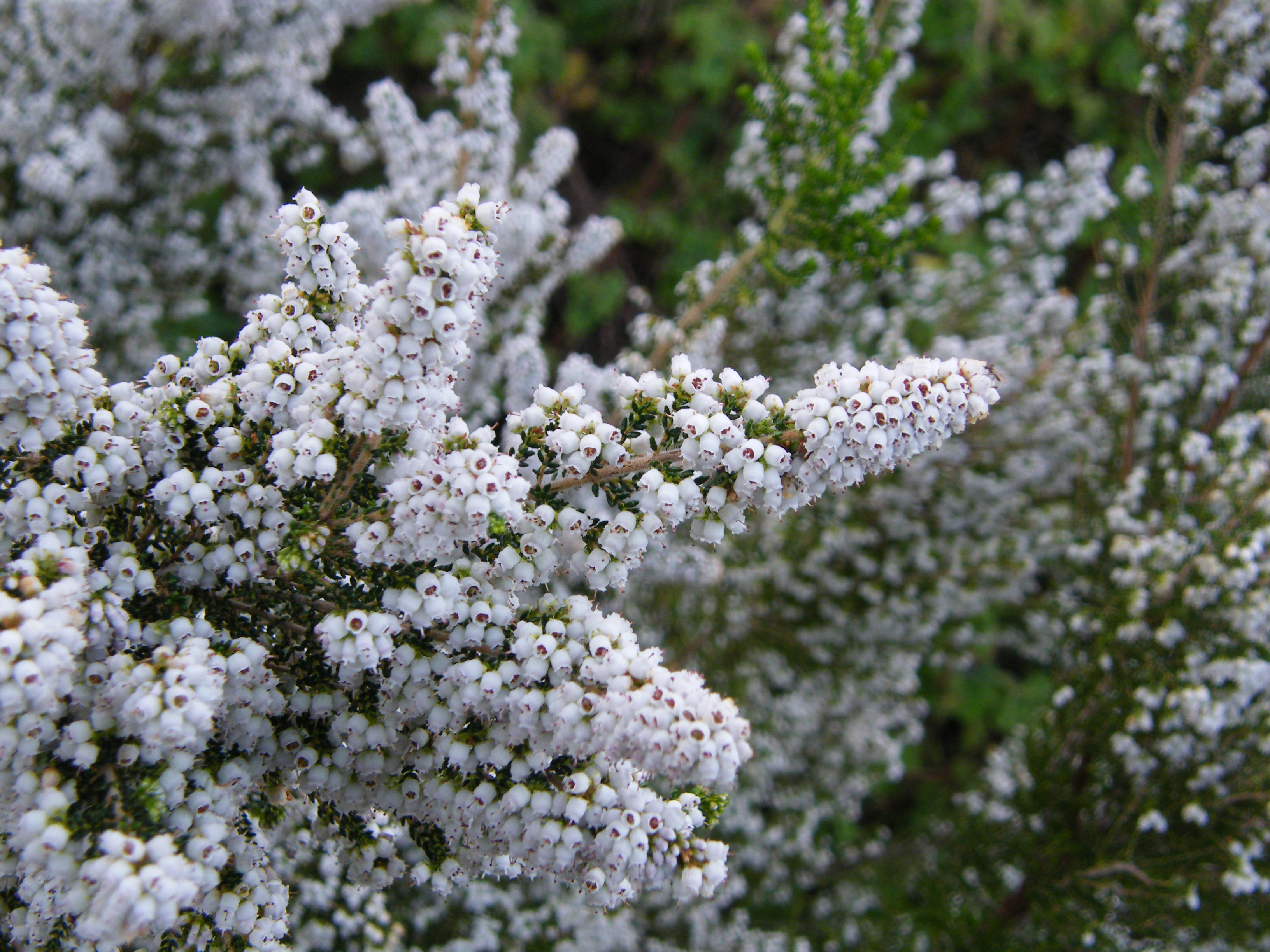